# Spodnje Vrtiče
Spodnje Vrtiče – wieś w Słowenii, w gminie Kungota. 1 stycznia 2018 liczyła 161 mieszkańców.